# Силко Цветков
Силко Цветков Христов (изписване до 1945 година: Силко Цвѣтковъ Христовъ), наричан Корабски, е български революционер, дебърски войвода на Вътрешната македоно-одринска революционна организация.

## Биография

### Във ВМОРО
Цветков е роден в 1875 година в дебърското село Райчица, тогава в Османската империя. Работи като строител. Влиза в четата на Максим Ненов и участва в сражението на връх Чавките през май 1903 година, в което загива войводата. Участва в Илинденско-Преображенското въстание през лятото на 1903 година и се сражава при Галичко Стопанче.
След въстанието остава в Македония като четник на Ташко Цветков, с когото действа в 1904 – 1905 година. От февруари 1905 до 1907 година е дебърски районен войвода. Войвода е на чета в Дебърско до 1912 година.
При избухването на Балканската война в 1912 година е доброволец в Македоно-одринското опълчение, действа с четата си в Дебърско, служи в щаба и Нестроевата рота на 1-ва дебърска дружина и в Сборната партизанска рота на МОО.

### Във ВМРО
След войните участва в дейността на възстановената ВМРО. През пролетта на 1925 година преминава във Вардарска Македония заедно със Стефан Алабаков, Александър Протогеров и Мишо Шкартов. Към 1926 година ръководи Разузнавателната организация на ВМРО за Кичевска околия.
На 18 февруари 1943 година, като жител на София, подава молба за българска народна пенсия, която е одобрена и отпусната от Министерския съвет на Царство България.
Силко Цветков умира на 24 май 1951 година в София.